# 코야나기 유
코야나기 유우(일본어: 小柳友, 1988년 8월 29일 ~ )는 일본 도쿄도 출신의 배우이다. 3살 때부터, 어머니의 권유로 모델 활동을 시작해, 잡지 활동에서 활약했다. 동경하는 연예인은 타케나카 나오토나 후루타 아라타이며, 특기는 농구와 스노보드이다.
야마시타 쇼온과 후지타 레이와는 고교 동창생이다.

## 주요 활동

### 영화
- 태양의 노래 (2006년 6월) : 오니시 유다이 역
- 히트 아일랜드 (2007년 10월) : 준 역
- 크로우즈 제로 (2007년 10월) : 스기하라 마코토 역
- 우리들과 경찰아저씨의 700일 전쟁 (2008년 4월) : 츠치무라 씨 역
- 클리어니스 : (2008년 2월) : 코타로 역
- 스피드 도둑 (2008년 9월) : 사이토 타이키 역
- 도쿄 소나타 (2008년 9월) : 사사키 타카 역
- 크로우즈 제로2 (2009년 4월) : 스기하라 마코토 역
- 오아라이에도 별은 떨어져 (2009년 11월) : 니시나 역
- 하나미즈키 (2010년 8월)
- 울트라맨 제로 THE MOVIE 초결전! 베리얼 은하제국 (2010년 12월) : 란 역
- 한큐전차 편도 15분의 기적 (2011년 4월) : 카츠야 역
- 아오하라이드 (2014년 12월)

### TV 드라마
- 대하드라마 「타이라노 키요모리」 (2012년, NHK) - 타이라노 토모모리 역
- 고스트 라이터 (2015년 1월 ~ 2015년 3월, 후지 TV) - 오자키 히로야스 역
- 울트라맨 데커 - 아사카게 유이치로